# Poesia araba
La poesia araba (in arabo الشعر العربي‎?, al-Shiʿr al-ʿarabī) indica l'insieme della poesia realizzata in lingua araba, dal VI secolo ai giorni nostri.

## Caratteristiche della poesia araba ed etimologia

### Etimologie e definizioni
1) Tra le parole arabe che designano la poesia nel patrimonio letterario classico, shiʿr (in arabo شعر‎?) e naẓm (in arabo نظم‎?) sono quelle che attirano la maggior attenzione dei critici. Oggi shiʿr è la parola araba per eccellenza per poesia mentre la radice del sostantivo naẓm rinvia all'idea di ordine perfetto. La poesia, in quanto naẓm, si oppone alla prosa, nathr (in arabo نثر‎?), la cui radice è legata, invece, all'idea di sparpagliamento.
2) Questa distinzione naẓm/nathr, ordine/dispersione, poesia/prosa, è una dicotomia fondamentale discussa in tutta la critica classica araba per cercare di definire la poesia, e riflette una definizione cumulativa del discorso poetico così come fu formulata da al-Suyūṭī: il discorso ordinario in prosa, quando subisce un impatto di ordine ritmico, diventa manẓūm, 'ordinato', e si è quindi in presenza di naẓm. In questo modo, aiutata da rime e metrica, il naẓm diventa shiʿr, poesia.
3) Fu Qudāma b. Jaʿfar che fornì alla fine del IX secolo, nella sua Critica della poesia (in arabo نقد الشعر‎?, Naqd al-shiʿr), la prima definizione formale della poesia: "La poesia è una parola in metrica, in rima, esprimente un significato". Ma tale definizione rimane problematica, giacché in questo modo andrebbero considerati poesia anche i trattati di grammatica in versi. Altri autori tenteranno di proporre diverse definizioni della poesia, integrando in particolare alcune considerazioni sulle fondamenta del genere.
4) Sul piano della finalità del discorso poetico, due nozioni centrali sono proposte, a partire dall'VIII secolo, da Jumaḥī nell'introduzione alle Ṭabaqāt e saranno discusse da tutti i letterati successivi: "La poesia è la scienza migliore degli Arabi" e "I primi Arabi non avevano altra poesia che i versi declamati da un uomo nel bisogno"

### La metrica araba
1) I metri della poesia araba sono stati identificati e teorizzati solo a partire dall'VIII secolo dal filologo e grammatico al-Khalīl ibn Aḥmad anche se venivano usati da molto prima. Al-Khalīl ibn Aḥmad fu il primo a identificare e dare un nome ai vari metri. Nel corso del suo lavoro, rese evidente che le sillabe corte e quelle lunghe si ripetevano secondo regole precise. Egli sviluppò dunque un sistema teorico che raccoglieva i differenti tipi di versi, nella famosa Teoria dei cerchi, che presentò nel Kitāb al-ʿarūḍ. Il libro non è arrivato a noi, ma è possibile farsi un'idea precisa del suo contenuto grazie a numerosi studiosi di metrica, critici e filologi di epoca successiva, che nelle loro opere lo citano. Al-Khalīl identificò quindici metri, e un sedicesimo fu aggiunto più tardi (il mutadārik).
2) Il metro arabo è quantitativo, si basa cioè sull'opposizione di sillabe lunghe e sillabe corte che, disposte secondo determinati schemi, generano il ritmo proprio di ciascun metro. I diversi metri si distinguono gli uni dagli altri attraverso il numero di sillabe e l'ordine di alternanza di sillabe corte e lunghe. Esiste, inoltre, per ogni tipo di metro un certo numero di variazioni possibili.
3) Nella metrica classica tutti i versi sono obbligatoriamente rimati. Il metro principe della tradizione è il rajaz perché quello delle qaṣīde più antiche e perché padre di tutti gli altri metri (vedi sotto). DI norma, nella tradizione, si esige che ogni verso sia staccato dall'altro come le perle di una collana, dove il senso che collega i versi è sottinteso e non è possibile l'enjambement.
Bisogna fare qui, tuttavia, una specificazione importante valida per tutte le letterature islamiche, non solo araba: gli studiosi, infatti, definiscono versi quelli che sono, in verità, nei testi originali degli emistichi (mezzi versi): quando parlano di una poesia di 80 versi, quindi, bisognerà intendere di 40 versi doppi, se di 30 versi, 15 versi doppi. Questa abitudine è invalsa anche nella trascrizione delle poesie, dove gli emistichi sono riportati l'uno sotto l'altro, come fossero versi autonomi, dando l'impressione che il componimento sia a rime alternate (b / a / c / a / d / a / e...). Non è così: i versi sono doppi e ogni secondo emistichio del verso rima con il precedente: tutti i versi, quindi, rimano fra loro (b-a / c-a / d-a / e-a ..).
4) Nel XX secolo, a partire dal 1947, la maggioranza dei poeti ha invece abbandonato gli stilemi classici in favore di una forma espressiva meno tradizionale, adottando il cosiddetto "verso libero".

## Profilo storico della poesia araba

### I. L'epoca preislamica («Jāhiliyya») e laqaṣīda
Anticamente la Penisola araba era popolata a nord da tribù che si ritenevano discendenti di Adnan, e a sud da tribù che si ritenevano discendenti di Qahtan, le quali poi si mescolarono senza mai fondersi. Il sud (l'Arabia Felix, ossia lo Yemen) era già culturalmente rigoglioso nel 900 a.C., quando fiorì il regno di Saba per opera dei Sabei, mentre il nord dovrà aspettare 1000 anni per evolversi con l’Islam. Al centro, nell’altopiano del Najd, sorse per un certo periodo (500 d.C. ca) l’effimero regno tribale confederativo di Kinda, da cui proviene il poeta arabo più antico. Come si vedrà, infatti, la poesia araba sembra essersi originata proprio attraverso cantori itineranti fra l'Hegiaz (la zona della Mecca e Medina, all'epoca sedi di santuari pagani e di commerci) la corte di Kinda, il regno dei Lakhmidi (al-Ḥīra), al confine persiano, e quello dei Ghassanidi, al confine siriano.
1) All'856 a.C. risale la prima menzione da parte degli Assiri degli Arabi.
2) Al 267 d.C. risale invece la prima attestazione della lingua araba settentrionale (stele di Higra).
3) Al 512 d.C.: risale la prima attestazione dell’alfabeto arabo in un'iscrizione vicino ad Aleppo. Esso ha due forme, la kufica (quadrata, per le iscrizioni) e il nashki (tipo di corsivo).
4) I più antichi esempi di poesia preislamica che ci sono pervenuti risalgono alla prima metà del VI secolo d. C. e si tratta di qaṣīde. La qaṣīda è un'ode di carattere elegiaco e panegiristico ed è la matrice da cui si sono sviluppati tutti i generi della letteratura islamica successiva. Essa, per come è stata tramandata, è un componimento molto lungo (anche centinaia di versi) in versi doppi, tutto rigorosamente monorima, ad eccezione del primo verso dove rima anche il primo emistichio (schema: a-a/b-a/c-a/d-a/e-a, ecc...), ed è composta in metro rajaz.
Per quel che riguarda la struttura, la qaṣīda risulta costituita dal nasīb (preludio amoroso), dove il poeta ricorda l'amata e si muove per andare a cercarla, e dal waṣf (descrizione) del paesaggio incontrato lungo il viaggio, e della cammella, su cui il poeta cammina. A questo punto, abilmente, il poeta introduce il vero tema dell'ode che si può risolvere in diverse maniere: o col fakhr (vanto tribale della propria genealogia), con la hijāʾ (satira o invettiva contro qualcuno o contro il clan rivale), o col madīḥ (encomio del poeta o di qualcun capo tribù o personaggio di rilievo) o la ritha (elegia funebre). Ricorrente è il tema del vino che i beduini comprano al confine da Bisanzio e dalla Persia o che direttamente viene cantato dai poeti che spesso vengono accolti presso le corti tribali dei Lakhmidi e dei Ghassanidi dove l'uso è comune.
La lingua usata invece è araba 'centrale': una koinè dei dialetti del Najd (sede della tribù di Kinda) con influssi dell'Higiaz.
5) Queste qaṣīda preislamiche furono tramandate oralmente per secoli e furono messe per iscritto a partire dall'VIII secolo, in età abbaside. Proprio questo spazio temporale fra la composizione e la messa per iscritto ha sollevato fin dalle origini la questione, ancor oggi non chiarita, sull'autenticità di tali poesie. Infatti, nonostante gli eruditi dell'epoca abbàside avessero sottoposto a critica i versi da loro raccolti, per secoli gli studiosi arabi si sono divisi fra coloro che hanno sostenuto che tale poesia è assolutamente autentica e coloro che hanno sostenuto che si tratti di falsi interpolati in epoca islamica, basandosi su prove lessicali ma anche politico-sociali.
L'ipotesi più probabile, sostenuta da diversi studiosi, è che i versi, così come sono riportati dai testi fin dai primi secoli dell'Islam, riflettano l'ambiente e le vicende dell'epoca preislamica anche se non ci può essere certezza assoluta sull'attribuzione di tali versi né sui versi specifici. Infatti, proprio a causa dell'oralità della composizione e della trasmissione, ci possono essere state variazioni di diverso tipo. Così, per esempio, in questo tipo di poesia sono assenti i riferimenti a divinità preislamiche, versi o espressioni che potrebbero essere stati tralasciati quando, in epoca ormai islamica, le composizioni sono state messe per iscritto.
Come che sia, il corpus delle qaṣīda preislamiche è costituito da testi di un’ottantina di poeti. Alcune qaṣīda sono dette muʿallaqāt (le ‘appese’ o le ‘dorate’), sette qaṣīda che sono i punti di riferimento di tutta la tradizione poetica successiva. Esse furono composte da Imru l-Qays (della tribù dei Kinda, autore della celeberrima Fermiamoci e piangiamo), Labīd, Zuhayr ibn Abī Sulmā (padre), Antara ibn Shaddad, ῾Amr ibn Kulthūm, al-Ḥārith ibn Ḥilliza e Ṭarafa b. al-ʿAbd. Questi ultimi tre poeti soggiornarono presso la corte di al-Ḥīra, cosa comune, come detto, visto che la corte di al-Ḥīra accoglieva frequentemente i rapsodi arabi.
Per questo, oltre questa pleiade di sette autori, vi sono i poeti definiti proprio 'cortigiani', cioè Omar b. Abī Rabīʿ, Urwa b. al-Ward, Ibn Jabir (autore di una celebre Qaṣīda del mantello - nota come Al-Burda) -, al-Mutalammis, Samawʾāl ibn ʿĀdiyā, o anche al-Aʿshā o al-Nābigha al-Dhubyānī (autore della qasida O tenda di Maya), le poesie dei quali si ambientano nei vicoli della Mecca e di Medina, tra le stradine, negli incontri consumati per strada.
Accanto a loro esiste ancora un gruppo di poeti detti banditi (ṣa'alik) come Ta'abbata Sharran (autore della famosa Qasida della vendetta), Shanfara (autore della Qaṣīda in lettera lam), o ancora Hassan ibn Thabit: le loro poesie mancano spesso del nasib e si concentrano direttamente sul canto di vendetta o di vituperio che mantiene in vita l'orgoglio beduino tribale.
6) Si distaccano da questo panorama due figure che diverranno centrali nella poesia successiva. La prima è la poetessa al-Khansāʾ, specializzata nel rithaʾ (elegia), che è l'unico genere per ora dotato di una propria specifica forma metrica rispetto alla qasida, e Adi Ibn Zayd, iniziatore della poesia bacchica, di cui ci sono rimasti frammenti. Egli non a caso apparteneva il cristianesimo, religione in cui il vino ha un ruolo centrale, sebbene neanche nella cultura araba preislamica vi fossero divieti sull'uso del vino.
7) Oltre alla poesia esiste anche una prosa rimata (sajʿ), usata dagli indovini per esprimere i vaticini pagani, genere che sarà destinato ad avere un ruolo di primo piano con l'arrivo dell'Islam visto che i versetti del Corano appartengono a questo stile.

#### Il ruolo del poeta nell'Arabia preislamica
1) Da quanto si legge nei testi, si può dedurre che la poesia araba delle origini fosse connessa in parte alla musica e alla performance (anche l'incitare alla guerra, in caso) e in parte al mondo del sacro. In arabo infatti si usa la stessa parole per dire "cantare" e "declamare", e la poesia presenta numerosi tratti caratteristici del discorso performativo, perfino nei suoi aspetti più narrativi. Fra gli elementi caratteristici della connotazione performativa di questa poesia, notiamo il ricorso sistematico all'apostrofe, all'interiezione, o ancora al wâw rubba. In particolar modo, il tempo verbale d'elezione è il passato (in arabo الماضي‎?, al-māḍī, che è il tempo della preghiera e della supplica (ad esempio, si dice letteralmente "Dio l'ha maledetto" per "Dio lo maledica"). Al presente troviamo solo alcune scene di descrizione di animali selvaggi. La parola ha dunque valore di supplica, la cui richiesta è destinata ad essere esaudita, ed è per questo che il poeta che inveiva contro i nemici della sua tribù poteva rischiare la morte. La critica contemporanea riconosce nel valore performativo della poesia preislamica l'indizio più significativo del forte rapporto col sacro che doveva essergli proprio prima del VI secolo.
Il poeta si propone come guida e campione della sua tribù, cantano degli antenati e delle vicende salienti della storia della tribù nei poemi di lode (madīḥ), e nelle satire (hijaʾ) s'impegnano a dipingere i nemici come degli uomini vili e senza onore. La tradizione ha conservato memoria di scene in cui due poeti si affrontano in una mufākhara, un duello poetico in cui si sfidano a evocare il maggior numero di gesta. Il poeta traccia un piccolo solco nel suolo con un bastone per ogni impresa narrata. L'onore è dovuto in parte agli antenati e alle gesta (al-nasab wa l-hasab), e in parte ai valori dell'individuo nell'affrontare diverse prove: una delusione d'amore, la guerra, l'umiliazione di un membro della sua tribù, la traversata del deserto. I valori messi in campo dai poeti sono il coraggio, la prontezza e la fermezza nell'azione, la generosità e la pazienza.
La guerra è un altro tema ricorrente nella poesia preislamica. Nel sistema di valori della Jāhiliyya che risulta nel corpus poetico, la guerra è la prova per eccellenza atta a rilevare il valore di un individuo. Lungi dall'esser glorificata, la guerra è percepita come una catastrofe che occorre affrontare, sia con la spietata forza di un guerriero capace di grandi gesta, come narra Antara, sia con la magnanimità e la pazienza di un vero capo, come espone Zuhayr, celebrando nella sua mu'allaquat la fine di una guerra ritenuta esser durata quarant'anni. Numerosi poeti preislamici alludono, nelle loro qasida, alle guerre tribali che scossero il centro della penisola nel secolo VI, in particolare lo Yawm al-Basūs (in arabo يوم البسوس‎?, il "giorno" di Basūs, tra i Bakr e i Taghlib) e la guerra di Dāḥis e di al-Ghabrāʾ (in arabo يوم داحس والغبراء‎?, Yawm Dāḥis wa l-Ghabrāʾ). Le più antiche poesie di cui disponiamo fanno riferimento allo scontro di Basūs fra le tribù dei Banu Bakr e dei Banu Taghlib, in cui Muhalhil, ritenuto uno dei più antichi poeti arabi, perse la vita. Una delle sue poesie più conosciute è un solenne discorso alla sua tribù prima della battaglia di Qidda, vinta dai Bakr. Suo nipote, ʿAmr ibn Kulthūm, Sayyid della tribù dei Taghlib, continuò la guerra e ne fece il soggetto principale della sua muʿallaqa.
2) Oltre questo, però, la poesia araba delle origini è connessa al mondo del sacro, cioè col sajʿ, la prosa rimata degli indovini. Si riteneva infatti che il poeta fosse ispirato direttamente dall'oracolo o dal jinn e che i migliori poeti avessero ciascuno un jinn loro assegnato, del quale talvolta si conosce il nome. Il jinn ispiratore di Imru l-Qays viene ad esempio chiamato Lâfiz Ibn Lâhiz. I poeti incontrano i jinn nel deserto. Una vallata, nel mezzo della Penisola araba, chiamata Wâdî Abqar, è rimasta celebre per aver ospitato i jinn di Imru l-Qays, di Zuhayr ibn Abī Sulmā e di al-Nābigha al-Dhubyānī. Questo tema dell'unione fra il poeta e il jinn è rimasto vitale anche dopo l'apparizione dell'Islam, che riconosceva l'ispirazione del poeta da parte di questi esseri soprannaturali. Il Kitāb al-Aghānī di Abū l-Faraj al-Iṣfahānī (X secolo), riferisce che il poeta al-Farazdaq (vedi dopo) si avventurava nel deserto per incontrare il suo jinn quando veniva a mancargli l'ispirazione.

### II. L'avvento dell'Islam e l'età imperiale (622-1258)

#### L'età di Maometto e dei quattro califfi (622-661): il Corano e poesia. La primehadithin prosa.
1) L'avvento dell'Islam sarà destinato a mutare profondamente la poesia. Dal punto di vista letterario il Corano è composto in dialetto arabo centrale e in prosa rimata, infatti, da qui la necessità di distinguere la prosa rimata del Corano, ispirata da Dio, sia da quella degli indovini che da quella dei poeti, ispirati dai jinn. Il Corano definisce i poeti come coloro che "dicono cose che non fanno" (XXVI:226), inventano, sono preda dei sogni (XXI:5), e sono seguiti dagli uomini smarriti (XXVI:224). Al contrario, il profeta è detentore di una parola veritiera (LXIX, 40-41); è esplicitamente detto: "Non gli abbiamo insegnato [a Muhammad] la poesia, non è cosa che gli si addice; questa [rivelazione] non è che un Monito e un Corano chiarissimo".
2) Ciò non toglie che la tradizione poetica non fu estirpata. Molti poeti infatti accompagnarono anche le vicende di Maometto, come Hassan ibn Thabit, soprannominato "poeta del Profeta", o Kaʿb ibn Zuhayr (figlio), autore di un'altra Qasīda del mantello, detta anch'essa al-Burda, che egli reciterà al Profeta al momento della sua conversione per farsi perdonare delle sue satire. La poesia piacerà talmente tanto al profeta che questi donerà al poeta il suo mantello in segno di protezione.
Prescrizioni o no del Corano, infatti, l'avvento dell'Islam rinvigorì la tradizione della qasida, orientandola di nuovo verso l'elogio dei nuovi condottieri, dei nuovi uomini pii o del Profeta stesso. Questo vale anche per un tema destinato a divenire centrale, come quello del vino, proibito dal Corano, che continuerà a essere centrale anche in età islamica, per la semplice ragione che la fondazione dell'impero e la conquista di territori in cui la cultura del vino era millenaria come la Grecia, Roma o la Persia, non ostacolarono ma anzi confermarono l'uso del vino (si vedano i molti trattati di vinicoltura scritti nel periodo).

#### Età omàyyade (661-750): la prima triade siriana, ilghazaldell'Higiaz, la poesia bacchica
1) Con la fondazione dell'impero e lo spostamento della capitale a Damasco sotto la nuova dinastia, con l'abbandono delle steppe del deserto e il contatto con popoli notevolmente più sviluppati, la poesia araba sarà destinata a mutare ancora.
Questo riguarda innanzitutto la qaṣīda: da questo momento, infatti, lasciata la tradizione tribale, essa verrà ad impreziosirsi in consonanza con l'atmosfera raffinata delle corti: il tradizionale nasīb elegiaco viene ora arricchito dalla descrizione di giardini eleganti e di banchetti dove il vino scorre, ad esempio, o la descrizione della cammella sostituita con quella di un bardato cavallo; così ora non è più elogiato il capo tribù ma il principe o il visir committente della poesia, e allo stesso modo l'invettiva non sarà più diretta contro clan rivali ma contro il partito politico avverso al committente, o al poeta stesso.
In quanto alla lingua, la qasida si tenne fedele alla lingua coranica, che era sostanzialmente la stessa, ma più moderna, gettando le basi di quello che sarà l'arabo classico.
Stando alla sua natura panegiristica, è anche ovvio che questo genere sia tenuto in vita specialmente presso le nuove capitali e nelle corti. Non a caso i principali poeti dell'età omayyade che si contraddistinguono (anche) nella qasida sono al-Akhtal, cristiano iracheno, Jarir ibn Atiyya e al-Farazdaq, tutti ruotanti intorno alla corte di Damasco, celebri per le loro inimicizie e tenzoni poetiche. Tuttavia, come già mostra la produzione di al-Akhtal, nuove strade si stavano aprendo, ma altrove.
2) La vera novità doveva arrivare, infatti, lontano dalle fastose capitali, cioè dall'Higiaz, la zona geografica che comprende Mecca e Medina, ormai decaduta, dopo lo spostamento della capitale a Damasco, in secondo piano. È proprio qui, infatti, che si sviluppò una forma poetica nuova che, a differenza della qasida, era di carattere amoroso e si esprimeva in una forma metrica nuova, il ghazal, destinata a diventare principe nella cultura islamica, specialmente persiana. A differenza della qasida, che è lunga e encomiastica, il ghazal è un tipo di componimento breve che va da un minimo di 4 versi a un massimo di 15-20. Esso è di carattere erotico ed è nato come un distaccamento del nasib (preludio amoroso) della qasida classica. Non a caso il ghazal ne conserva la stessa struttura, sia nel metro che nelle rime: tutti i versi sono doppi e hanno tutti la stessa rima, ma nel primo verso rima anche il primo emistichio (a-a / b-a /c-a / d-a / e-a ecc)....
I poeti di questo filone amoroso higiazeno si possono dividere, a loro volta, in due schiere: la prima è, quella dei poeti cittadini, che ruotano intorno alle aree urbanizzate, comprende il celebre ʿOmar b. Abī Rabīʿa, uno dei padri della poesia erotica araba, al-Arjī o ancora Al Ahwas, mentre la seconda è quella dei poeti beduini, ancora viventi nel deserto. Nello specifico, l'amore cantato da questi poeti beduini è definito come udhrita ('platonico') poiché era tipico della tribù dei Banu 'Udhra cantare dolenti canzoni d'amore nel deserto. Non a caso è da questa tribù che provengono i principali poeti di questo amore 'platonico', cioè Qays ibn al-Mulawwah (la cui figura si confonde con quella del mitico pazzo d'amore Majnūn, centrale nella letteratura persiana), Waḍḍāḥ al-Yaman o il famoso Jamīl.
3) Ma un'altra novità ancora doveva arrivare, di nuovo dal mondo delle corti, dove il califfo al-Walīd b. Yazīd (che regnò nel solo 740) si ricollegava alla tradizione bacchica iniziata dal cristiano Zayd e componeva poesie di elogio al vino entro una forma metrica del tutto nuova, ancora più nuova del ghazal, fatta di frammenti e di brevi poesie rimate dai metri di diverse misure.

#### L'età abbàside (750-1258): i poeti moderni (muhdathun) e la seconda triade siriana. La nascita della prosa profana.
1) Con lo spostamento della capitale a Baghdad, la fine delle conquiste e la salita al trono della nuova dinastia (appoggiata dai persiani), la situazione cambia improvvisamente. L'immenso impero, pur restando formalmente soggetto al califfo di Baghdad, perde la sua compattezza politica poco dopo la morte di Harun al Rashid, intorno all'800, e l'amministrazione araba omayyade lascia il posto ad un establishment cosmopolita, costituito spesso da persiani e da centroasiatici, in special modo turchi.
2) Come l’età omayyade aveva visto contrapporsi i poeti panegiristi damasceni contro quelli erotici higiazeni, così l’età abbaside vede contrapporsi i poeti muḥdathūn, cioè moderni, spesso di origine persiana anche se attivi a Baghdad, ai poeti neoclassici, siriani o attivi in Siria, dove era la vecchia capitale.
Tra i moderni si annoverano il cieco Bashshar ibn Burd, il modello della poesia corteseʿAbbās ibn al-Aḥnaf e il celebre Abū Nuwās, i quali, abbandonata la qasida, si riallacciano ai temi erotici del ghazal higiazeno e alla tradizione bacchica di al-Walīd b. Yazīd fino a inventare, nelle loro sperimentazioni di forme e di metri, nuove forme poetiche brevi, volutamente frammentarie, oltre alle prime forme di poesia strofica. Questo vale soprattutto per Abu Nuwas, audace sperimentatore, che inventò generi nuovi come la khamriyya (canzone bacchica), l'ikhwāniyya (poema sull’amicizia), la zahriyya (o nawriyya, rawḍiyya: poema sui giardini), la dayriyya (poema sulle scene bacchiche nei conventi), la zuhdiyya (poema ascetico) e la tardiyya (poema sulla caccia) e che nella lingua non esitò ad inserire parole arcaiche o straniere. Anzi, Abu Nuwas andò oltre gli altri muḥdathūn, andando a recuperare anche il filone della poesia preislamica dei 'poeti banditi' (v. sopra), per fonderla col tema (anche omo-) erotico in scene piccanti e smaliziate, il tutto entro brevi componimenti in strofe rimate che, per la prima volta, hanno una connessione fra loro dando unità al componimento (questo contro la regola tradizionale come impone che ogni verso sia staccato al precedente, a sé stante di senso come le perle di una collana).
Ad essi si aggiungano ancora Muslim ibn al-Walīd, Ibn al-Rūmī (autore della famosa elegia per la morte del figlio), il mistico asceta higiazeno Abū l-ʿAtāhiya e il califfo al-Muʿtazz,
3) Alla scuola moderna reagirono i difensori della tradizione preislamica. Essi sono Abū Tammām, maestro di al-Buḥturī, e il celeberrimo al-Mutanabbī, forse il poeta più osannato della tradizione araba la cui influenza sarà assoluta fino al XIX secolo. Essi eccelsero nel genere monorima della qaṣīda, la amplificano con stile retorico e barocco come mostra splendidamente proprio al-Mutanabbī, mentre nella lingua optarono per un deciso purismo, involuzione centrale nella storia della lingua araba stando, come detto, all'importanza che questi poeti avranno come modello fino al XIX secolo.
Si ricordino ancora filosofo cieco al-Maʿarrī, autore delle famose Luzūmiyyāt (Obbligazioni non indispensabili) e del Risālat al-Ghufrān (Lettera del perdono, in prosa), e il principe Abū Firās al-Hamdānī.
4) Nella poesia religiosa si distinguono il persiano al-Ḥallāj (800-900 ca), il persiano al-Ghazālī, che insegnò alla celebre Niẓāmiyya di Baghdad, Ibn ʿArabī (1100 ca) di Siviglia, Ibn al-Fāriḍ (1180 ca), che mescola i temi erotici e bacchici con la mistica come nella Qaṣīda in Tāʾ, e l’egiziano al-Būsīrī (1200 ca), autore anche lui di una, la terza, Qaṣīda del mantello (al-Burda).

#### La poesia araba di Spagna (756-1492): l'invenzione della poesia strofica (lamuwashshasha eilzajal)
La Penisola iberica ebbe nel Medioevo una storia particolarmente travagliata. Dopo il crollo dell'Impero romano (476) e la conquista visigota, infatti, nel 711 la Spagna aveva subito l'invasione delle truppe berbere capitanate dagli Arabi musulmani e restò quindi in una situazione instabile finché:
- Età omayyade (756-1030). Il periodo di incertezza politica terminò quando giunse l'ultimo esponente della famiglia omayyade sopravvissuto alla strage perpetrata dagli Abbasidi e, accontentandosi del titolo di emiro, fece della Spagna un emirato indipendente, instaurando una propria dinastia (756). Dell'età omayyade si ricorda il famoso musico Ziryāb di Baghdad, uomo raffinatissimo che compose molta poesia per musica; la sua opera proseguì con ʿAbbās ibn Firnās.
- Los reyes de tayfas (‘Mulūk al-ṭawāʾif’, 1030-1090). Sono 60 anni in cui il califfato viene smembrato fra i signori arabo-berberi delle diverse città. È un’età di grande mecenatismo fra cui spicca la Siviglia degli Abbadidi. Nasce adesso, intorno al 1000, la muwashshasha (cintura), cioè la poesia d’amore strofica (non monorima come il ghazal) chiusa da una specie di congedo (kharja), in arabo non classico ma parlato. Le kharjāt a loro volta saranno essenziali poiché da loro nascerà il zajal, cioè la poesia strofica in arabo parlato, nella quale divennero celebri il sultano-poeta abbaside Muḥammad al-Muʿtamid, Ibn Quzmān, Ibn Wahbūn, Ibn Khafāja, il persiano Ibn Ḥazm (autore del famoso trattatello erotico Il collare della colomba), Ibn Zaydūn, innamorato della celebre principessa Wallada (anch'essa poetessa) e l'ebraica Qasmuna.
- Età degli Almoravidi (1090-1130) e degli Almohadi (1130-1212). Sono due dinastie berbere del Marocco, i cui due secoli di presenza in al-Andalus furono relativamente poveri di innovazioni poetiche, ma segnarono l’inizio della prosa scientifica, legata all'astronomia, alla matematica o alla botanica, con esponenti quali Ibn al-Bayṭār, Ibn Zuhr, Ibn Bājja, Ibn Ṭufayl e, in filosofia, del celeberrimo Averroè.
- Sultanato di Granada (1212-1492). Cacciati al sud i Berberi e a nord, resistendo alle potenze cristiane, il piccolo Sultanato di Granada (in cui sostanziosa era la presenza ebraica), si reggerà per altri due secoli grazie alla dinastia dei Nasridi. Vive nella capitale il poeta Ibn Zamrak, i cui versi figurano scolpiti su quasi tutte le facciate dell'Alhambra.

#### La poesia araba di Sicilia (948-1215)
La Sicilia viene conquistata nel 927 dagli Abbasidi per mezzo degli Aghlabidi, signori d'Ifriqiya per delega califfale. Dopo la conquista vi fu un periodo di governo dei Fatimidi fino al 948, quando salirono al potere i Kalbiti (dipenenti dai Fatimidi). L’età araba in sé è povera di documenti: la maggior parte della letteratura araba di Sicilia è infatti di età normanna (1091-1215). Mancano, inoltre, per la poesia siciliana delle antologie vere e proprie; i testi provengono da antologie spagnole.
- I poeti siciliani trattano temi di stile sia neoclassico (al-Mutanabbi) sia moderno (Abū Nuwās) e usano anche le muwashshasha. Tra i poeti si ricordano Ibn Hamdis (1100 ca), il cui dīwān (Canzoniere) è l’unico arrivato intero, e 'Abd al-Rahman al-Itrabanishi (autore della celebre per il giardino di Ruggero II a Favara).
- Tra gli storici e i geografi il famoso Muhammad al-Idrisi di Ceuta, che visse dalla corte del normanno Ruggero II e fu autore del Divertimento di chi anela ad attraversare i paesi (in arabo نزهة المشتاق في اختراق الآفاق‎?, Nuzhat al-mushtāq fī ikhtirāq al-āfāq).

### III. La decadenza (1200-1800)
L'età della decadenza inizia nel 1258 con l'arrivo delle truppe mongole di Hulagu Khan che conquistò Baghdad e ne fece un cumulo di macerie. Essa deve essere distinta in due periodi: il primo che va dal 1258 al 1500 circa, e un secondo che va dal 1500 al 1800. 	 	 	 	
- Dal 1200 al 1500

Tre secoli quasi vuoti di poesia, ormai composta in persiano e in turco.
In arabo si annoverano le opere di medicina di Ibn al-Nafīs, al-Naqid e Ibn Abi Usaybi’a, del 1200. Tra gli enciclopedisti e gli eruditi: l'egiziano al-Qalqashandi, il marocchino Ibn Battuta (m. 1377, autore del Viaggio), al-Maqrīzī, il maggior storico dell’Egitto musulmano, autore del Compendio, e il grande Ibn Khaldun (n. 1332), andaluso, che visse presso i sovrani maghrebini e in Egitto, autore del Libro degli esempi.
In questo periodo viene compilata la raccolta di novelle detta Mille e una notte, principalmente in area mamelucca e ottomana tra il 1200 e il 1500.
Non esiste il teatro, solo il teatro cinese d’ombre. Alcuni canovacci sono composti da Ibn Danyal (1200-1300)
- Dal 1500 al 1800

Decadenza totale. Si ricordano, in Egitto, al-Shaʿrānī (1500), al-Muhiffi (1600), al-Zabidi (1700), al-Nabulusi (1700), al-Jabarti (1800)

### IV. L'Ottocento: la Nahḍa
La rinascita (nahḍa) della letteratura araba moderna inizia nel 1798, con la campagna d’Egitto di Napoleone, il quale, alleato con Muhammad Ali pascià d’Egitto, apre la prima stamperia al Cairo nel 1818. Nel 1866 viene fondata l’Università Americana di Beirut e nel 1874 l'Università gesuita Saint Joseph, sempre a Beirut. La rinascita ha per asse i paesi Siria-Libano-Egitto, ma questo fermento viene bloccato dalla Sublime Porta e gli intellettuali alla fine dell’800 emigrano o negli USA e in Brasile, a ciò spinti da una tremenda carestia, o in Egitto
- La nahḍa ruota tra gli altri attorno al libanese Jurji Zaydan (1861-1914) che, assieme a rifugiati siro-libanesi, in Egitto, fece sorgere le nuove tendenze: in poesia rivogliono la qaṣīda tradizionale, la scuola neo-classica, e nella prosa vogliono aprirsi ai modelli e ai generi europei. Importante è l’uso dell'arabo parlato di questi poeti, nel tentativo di superare la nota, secolare diglossia linguistica del mondo arabo, ancor oggi viva.

### V. Il Novecento
Nel 1934 è fondata l’Accademia della lingua araba a Il Cairo allo scopo di preservare l'arabo dalle contaminazioni delle lingue occidentali. Nel 1945 nasce la Lega Araba, con sede sempre al Cairo.
- La letteratura novecentesca è sparsa in diversi luoghi: da un lato vi sono gli emigrati siro-americani che vivono negli USA, come i libanesi Amin al-Rihani (1879-1940), Khalil Gibran (1883-1931), Ilya Abu Madi (1889-1957), poeti ormai fuori dagli schemi della poesia classica. La loro lezione viene ripresa anche in Oriente dal siriano da Nizar Qabbani (n. 1923), il libanese Saʿīd ʿAql (n. 1912) e dalla poetessa Mayy Ziyade (1895-1941)
- In Iraq vi sono al-Zahawi (1865-1936) e al-Rusafi (1875-1945), di stile classico, Ṭanṭawī Jawaharī (n. 1900), al-Nāṣirī (n. 1922), al-Rawi (n. 1925), al-Haydari (n. 1926), al-Safi (n. 1894), Badr Shākir al-Sayyāb (m. 1964), che usano il verso libero, e la poetessa e Nazik al-Mala'ika. Hanno seguito le loro orme ʿAbd al-Wahhāb al-Bayyātī, Ṣalāḥ ʿAbd al-Sabūr o Aḥmad Muʿti Ḥijāz
- In Maghreb: Qasim al-Shabbi (1911-34, tunisino), al-Midawi (marocchino), Moufdi Zakaria (n. 1913, algerino)
- In Egitto: Sami al-Barudi (1839-1904), Isma'il Sabri (1855-23), Hafiz Ibrahim (1871-1932) e Husayn Haykal, autore di Zaynab (1914), il primo romanzo arabo moderno (non storico), Ahmad Shawqi (1868-1832), Khalil Mutran (1870-1949), Abu Shadi, al-Mazini, al-Aqqad, la poetessa ʿĀʾisha Taymūriyya, Warda al-Yazijī.
- Nella prosa i primi sono gli egiziani, sia saggistica che romanzo: l'iraniano (o afghano) Jamal al-Din al-Afghani, gli egiziani Muhammad Abduh, Ṭāhā Ḥusayn, Muḥammad Taymūr e Yūsuf Idrīs (massimo esponente del racconto arabo, o qiṣṣa qaṣīra), il siriano Muhammad Rashid Rida, che si ispirano a Ṭanṭawī Jawahari, i fratelli ʿAbd al-Rāziq, Salama Musa e Muṣṭafā Luṭfī al-Manfalūṭī. Nel 1988 il romanziere egiziano Nagib Mahfuz riceve il Nobel.